# Kulivá hora
Kulivá hora este o arie protejată (arie specială de conservare — SAC, sit de importanță comunitară — SCI) din Republica Cehă întinsă pe o suprafață de 37,74 ha, integral pe uscat.

## Localizare
Centrul sitului Kulivá hora este situat la coordonatele 49°57′54″N 14°17′06″E / 49.965°N 14.285°E.

## Înființare
Situl Kulivá hora a fost declarat sit de importanță comunitară în aprilie 2005 pentru a proteja un număr necunoscut de specii din flora spontană și fauna sălbatică aflate în arealul zonei. Situl a fost protejat și ca arie specială de conservare în iulie 2012.

## Biodiversitate
Situată în ecoregiunea continentală, aria protejată conține 5 habitate naturale: Pajiști panonice carstice (Stipo-Festucetalia pallentis), Păduri de stejar și carpen Galio-Carpinetum, Grohotișuri medio-europene calcaroase, de la nivel colinar și montan, Păduri panonice cu Quercus pubescens, Păduri pe pante, grohotișuri și ravene de Tilio-Acerion.
La baza desemnării sitului se află un număr nedeclarat de specii protejate.